# Cantó d'Aigurande
El cantó d'Aigurande és un cantó francès del departament de l'Indre, situat al districte de La Châtre. Té 9 municipis i el cap és Aigurande.

## Municipis
- Aigurande
- La Buxerette
- Crevant
- Crozon-sur-Vauvre
- Lourdoueix-Saint-Michel
- Montchevrier
- Orsennes
- Saint-Denis-de-Jouhet
- Saint-Plantaire

## Història
| Data d'elecció                           | Identitat       | Partit           | Qualitat |
| ---------------------------------------- | --------------- | ---------------- | -------- |
| 1945-1967                                | M. Fontaine     | Divers droite    |          |
| 1967-1979                                | M. Leprat       | Divers droite    |          |
| 1979-1992                                | Pascal Courtaud | PS               |          |
| 1992-                                    | Louis Pinton    | UDF, després UMP |          |
| les dades anteriors no són pas conegudes |                 |                  |          |
|                                          |                 |                  |          |

## Demografia
| A partir de 1990: Població sense dobles comptes |